# Argelès-Gazost
Argelès-Gazost település Franciaországban, Hautes-Pyrénées megyében. Lakosainak száma 2805 fő (2022. január 1.). Argelès-Gazost Ayzac-Ost, Ayros-Arbouix, Boô-Silhen, Gez, Lau-Balagnas, Arcizans-Avant és Arras-en-Lavedan községekkel határos.

## Népesség
A település népességének változása:
| Lakosok száma | 3048 | 2980 | 3165 | 2901 | 2901 | 2911 | 2897 | 2850 | 2805 |
|               | 2013 | 2015 | 2016 | 2017 | 2018 | 2019 | 2020 | 2021 | 2022 |